# Grace Kodindo
Grace Kodindo (n. 1960) es una obstetra chadiana. Ha promovido mejoras de salud reproductiva tanto en su lugar de nacimiento como en países en vías de desarrollo alrededor del mundo. Figuró en dos documentales de la BBC:  Dead Mums Don't Cry (2005), que muestra sus esfuerzos por reducir la tasa de mortalidad en mujeres durante el embarazo y el puerperio, y Grace Under Fire (2009), sobre su participación en un programa de salud reproductiva llevado a cabo en la República Democrática del Congo.

## Primeros años y formación
Grace Kodindo nació en Doba, en el sur de Chad, en 1960, hija de Jean Kodindo Demba, oficial del gobierno. Al igual que sus cuatro hermanos, fue enviada al colegio. Luego de finalizar su educación secundaria en el Lycée Félix Éboué, en Yamena, recibió una beca del gobierno canadiense para estudiar en la Universidad de Montreal, donde siguió la carrera de Medicina.

## Carrera
Al regresar a Chad, contrajo matrimonio con Amos Réoulengar, quien se convirtió en un miembro del gobierno de Hissène Habré en 1982. Tuvieron dos hijos, pero se separaron a fines de la década de 1990. A mediados de los años 1980, Kodindo estuvo cuatro años en Sudán, donde se formó como ginecóloga. En 1990, con una beca del gobierno francés, se puso como meta reducir la tasa de mortalidad infantil de Chad, que era la más alta del mundo: 800 muertes cada 100 000 nacimientos. Una vez que la beca finalizó, siguió trabajando en hospitales con menos recursos. En 1990, sus esfuerzos fueron reconocidos por profesionales de Europa y América del Norte.
Además de su trabajo como médica, Kodindo también enseñó en la Universidad de Yamena. Luchó contra la mutilación genital femenina y concientizó sobre las complicaciones médicas. En 1997 recibió la Medalla de Honor de Chad y en 2000, el premio al servicio comunitario otorgado por la FIGO/Columbia University Mailman School of Public Health a causa de su labor como obstetra en contextos de emergencia. Comenzó a relacionarse estrechamente con la Universidad de Columbia y llegó a enseñar en la Mailman School of Public Health.

### Aparición en documentales
En 2005, la BBC creó el documental Dead Mums Don't Cry, que representa los esfuerzos de Kodindo para reducir el número de mujeres africanas que mueren durante el embarazo o el parto. En ese entonces, las mujeres embarazadas o en el puerperio tenían una probabilidad de morir que ascendía al 9 %. La película tuvo amplia difusión y formó parte de una presentación de Kodindo en la Universidad de Nueva York en octubre de 2007. Esto llevó a la fundación de una organización sin fines de lucro llamada «Hope for Grace Kodindo», para financiar programas de salud para mujeres de países africanos en vías de desarrollo. Como resultado, en mayo de 2008, Kodindo pudo anunciar en el Parlamento Europeo que el índice de muerte durante el parto en el mayor hospital de maternidad de Chad se redujo del 14 % al 2,3 %, mientras que el de muerte durante el embarazo descendió de 23 % a 7,3 %. Gracias al interés que despertó su trabajo, Kodindo recibió invitaciones para participar de la iniciativa RAISE, promovida por la Universidad de Columbia y Marie Stopes International.
En 2009, su participación en un programa de salud reproductiva llevado a cabo en la República Democrática del Congo llevó a que la BBC filmara otro documental, llamado Grace Under Fire. Allí se exponían las dificultades del parto para las mujeres que viven en una zona de guerra. Kodindo afirmó al respecto: «De lejos, la mayor cantidad de bajas en este conflicto son los civiles, no los que pelean. Y las mujeres y los niños son los que más sufren, sus necesidades son mayores». En dicho año recibió el premio Antorcha de las Metas del Milenio, de manos del gobierno de Dinamarca, por su labor en salud en todo el mundo.